# Fissidens leptochaete
Fissidens leptochaete là một loài Rêu trong họ Fissidentaceae. Loài này được Dusén mô tả khoa học đầu tiên năm 1906.